# Haematopota mangkamensis
Haematopota mangkamensis är en tvåvingeart som beskrevs av Wang 1982. Haematopota mangkamensis ingår i släktet Haematopota och familjen bromsar. Inga underarter finns listade i Catalogue of Life.